# MS Amsterdam
Pour les articles homonymes, voir Amsterdam (homonymie).
 (juillet 2010).
Le MS Amsterdam est un navire de croisière de la société Holland America Line. Il porte le nom de la métropole néerlandaise.
Le MS Amsterdam est le sister-ship du MS Rotterdam.
En 2020, comme les autres sociétés du groupe Carnival, la société est durement touchée par les conséquences économiques de la crise sanitaire du Covid19 et annonce en juillet qu'elle vend quatre de ses paquebots de croisière :  MS Amsterdam ainsi que MS Maasdam, MS Veendam et MS Rotterdam. L'acquéreur du MS Amsterdam est la compagnie Fred. Olsen Cruise Lines.

## Itinéraire
Le navire a fait plusieurs croisières autour du monde depuis 2007.

## Ponts
L’Amsterdam dispose de 10 ponts :
- Pont 1 : Dolphin
- Pont 2 : Main
- Pont 3 : Lower Promenade
- Pont 4 : Promenade
- Pont 5 : Upper promenade
- Pont 6 : Verandah
- Pont 7 : Navigation
- Pont 8 : Lido
- Pont 9 : Sport
- Pont 10 : sky

### Pont 1 - Dolphin
Le pont "Dolphin" du Ms Amsterdam dispose de :
- Infirmerie
- Réception
- Laverie

### Pont 2 - Main
Le pont "Main" du Ms Amsterdam dispose de :
- Laverie

### Pont 3 - Lower promenade
Le pont "Lower Promenade" du Ms Amsterdam dispose de :
- Atrium
- Bureau du Directeur de l'hôtel
- Laverie

### Pont 4 - Promenade
Le pont "Promenade" du Ms Amsterdam dispose de :
- Théâtre "Queen's"
- Galerie photos
- Commissariat
- Magasin de photo
- Galerie d'art
- Bureau des excursions
- Atrium
- Bar "wine tasting"
- Centre d'art culinaire
- Théâtre "Wajang"
- Grill "Pinnacle"
- Cuisine principale
- Restaurant "Lower la fontaine"

Ce pont supporte également les canots de sauvetage

### Pont 5 - Upper promenade
Le pont "Upper Promenade" dispose de :
- Theatre "Queen's" (Balcon)
- Boutique
- Atrium
- Bar "Ocean"
- Bar "Casino"
- Bar "Tropical"
- Casino
- Théâtre "Ambassador"
- Salon "Hudson"
- Galerie d'art
- Boutique de luxe "Mirabella"
- Café "Explorations"
- Théâtre "Explorer's"
- Salon "Queen's"
- Salon "King's"
- Restaurant "La Fontaine"

### Pont 6 - Verandah
Le pont "Verandah" dispose de :
- Laverie

### Pont 7 - Navigation
Le pont "Navigation" dispose de :
- Salon "Neptune"

### Pont 8 - Lido
Le pont "Lido" dispose de :
- Centre de fitness
- Suite thermale
- Salon de beauté
- Salle de massage
- Sauna
- Grille
- Piscine
- Bar "Lido"
- Restaurant "Lido"
- Piscine avec vue sur mer

### Pont 9 - Sport
Le pont "Sport" dispose de :
- Dôme de la piscine
- Court de tennis
- Terrain de basketball
- Club "Hal"
- Vidéo arcade

### Pont 10 - Sky
Le pont "Sky" dispose de :
- Piscine
- Terrasse

## Galerie

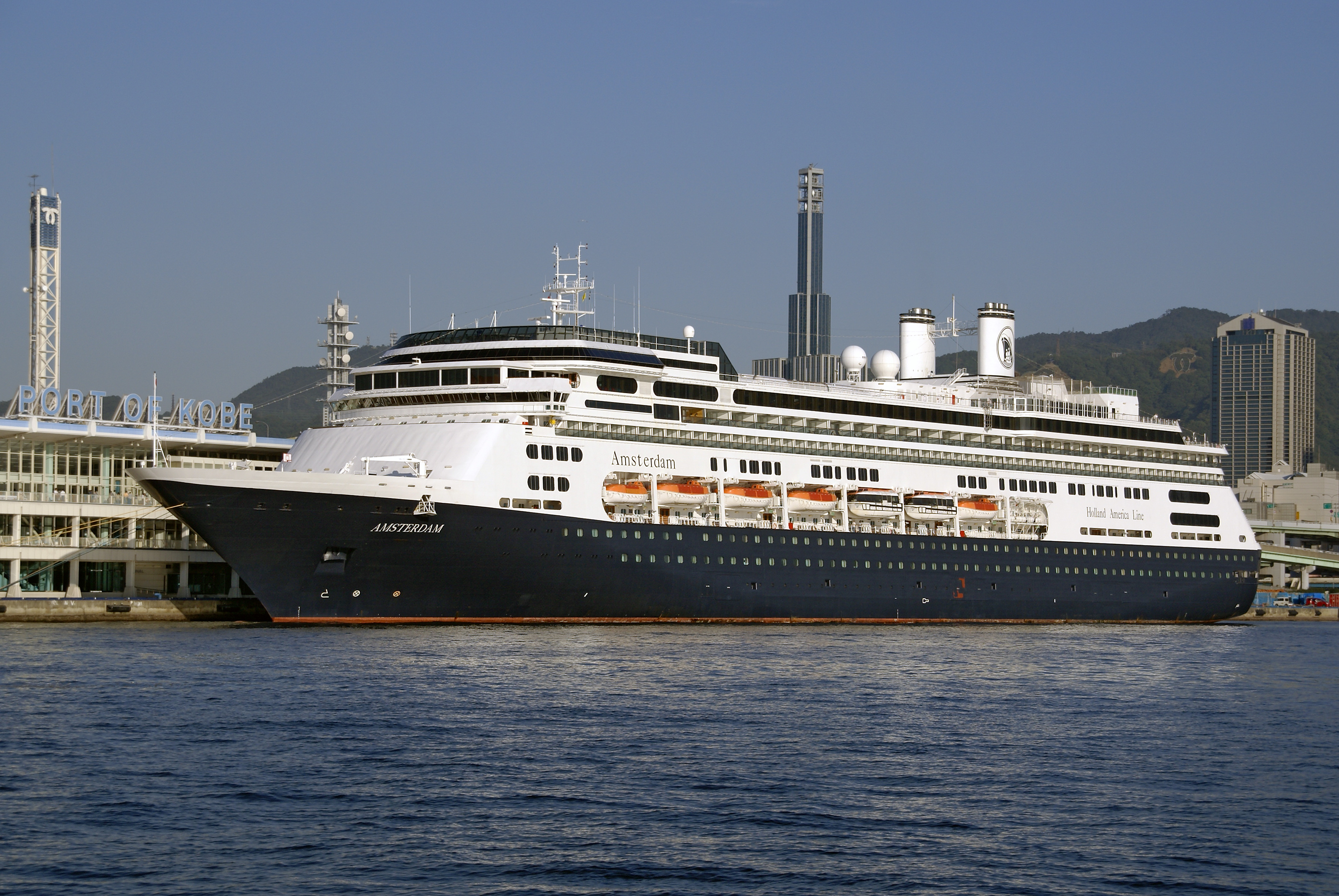
Le Ms Amsterdam à Kobé
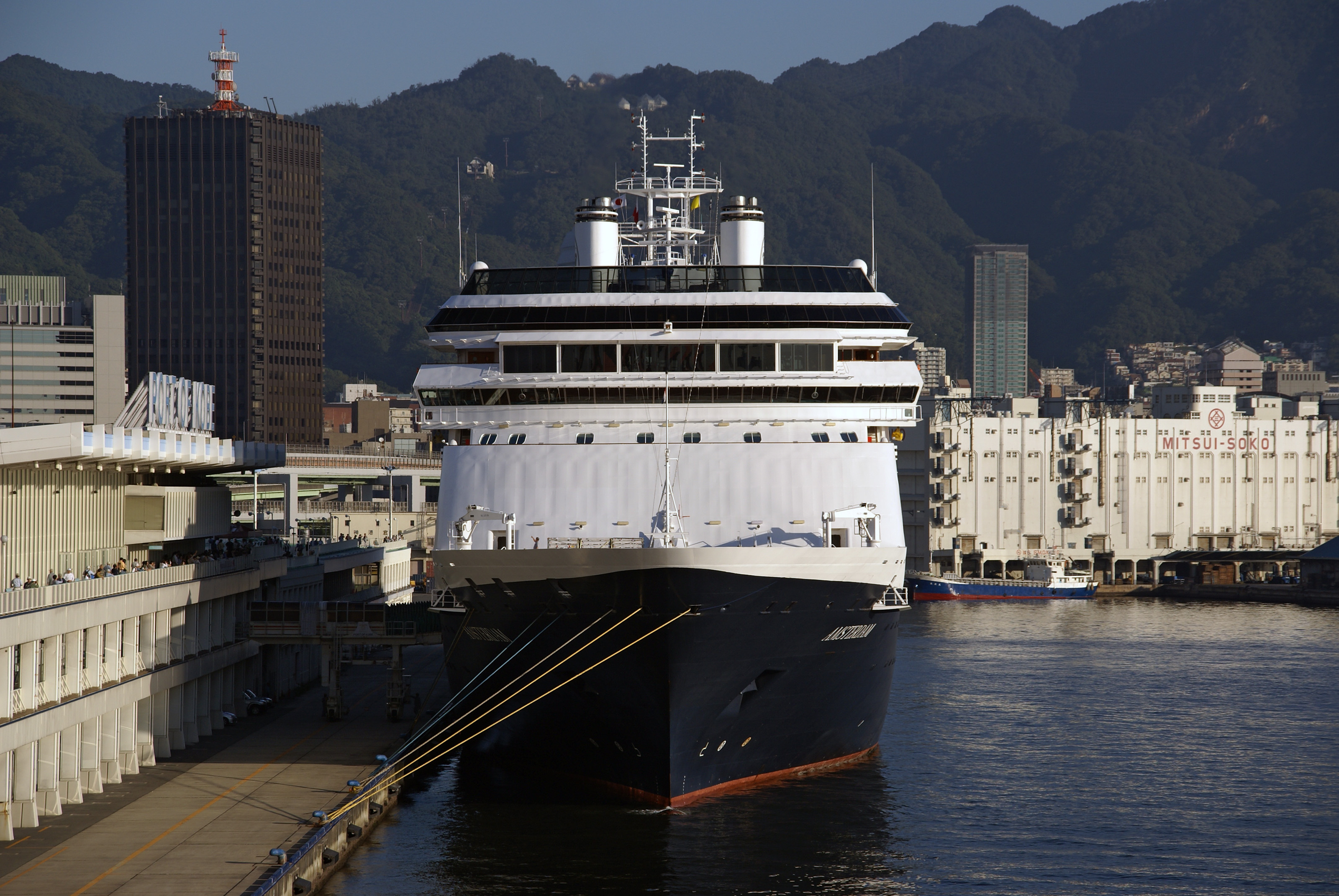
Le Ms Amsterdam à Kobé
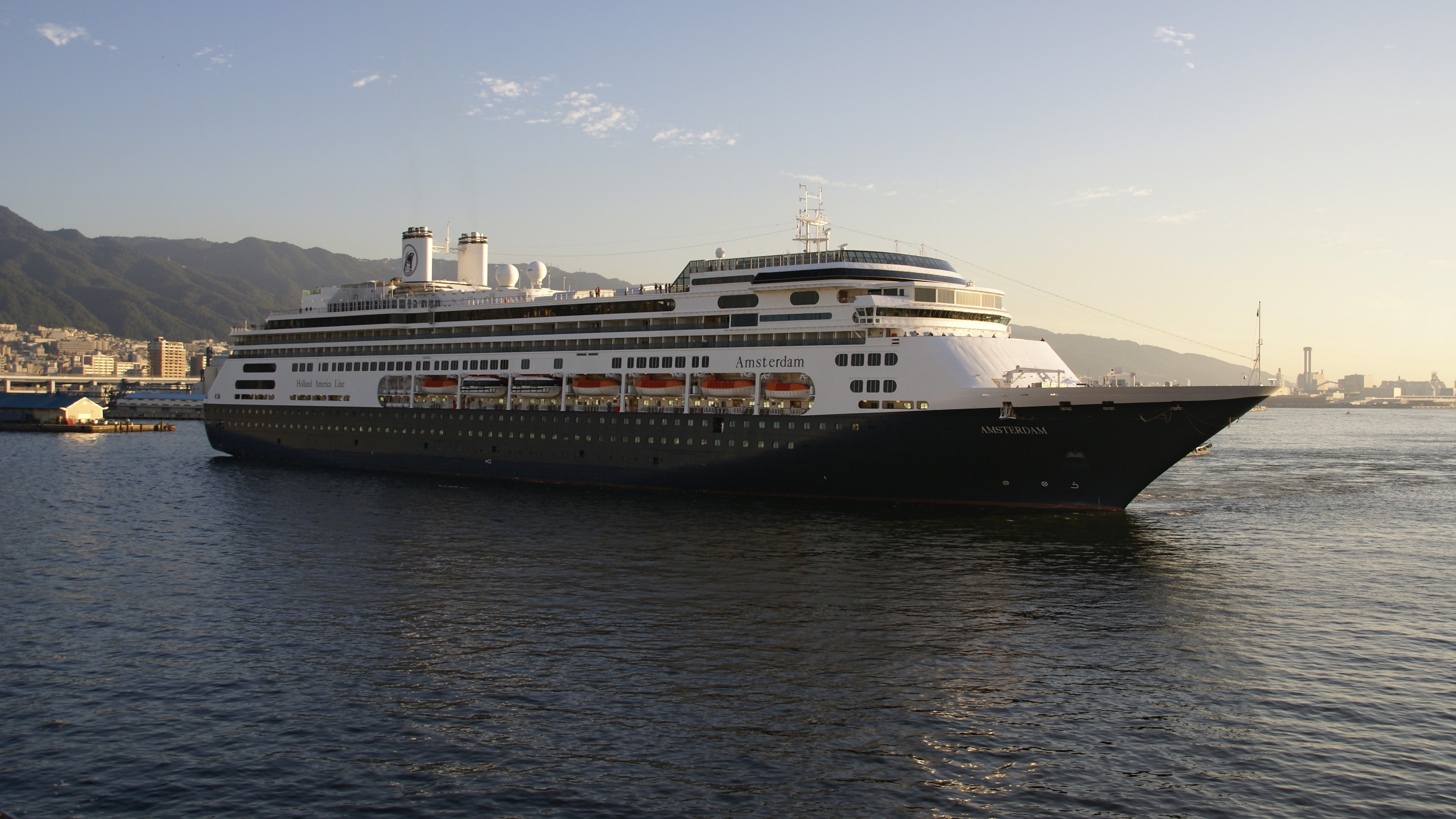
Le Ms Amsterdam à Kobé
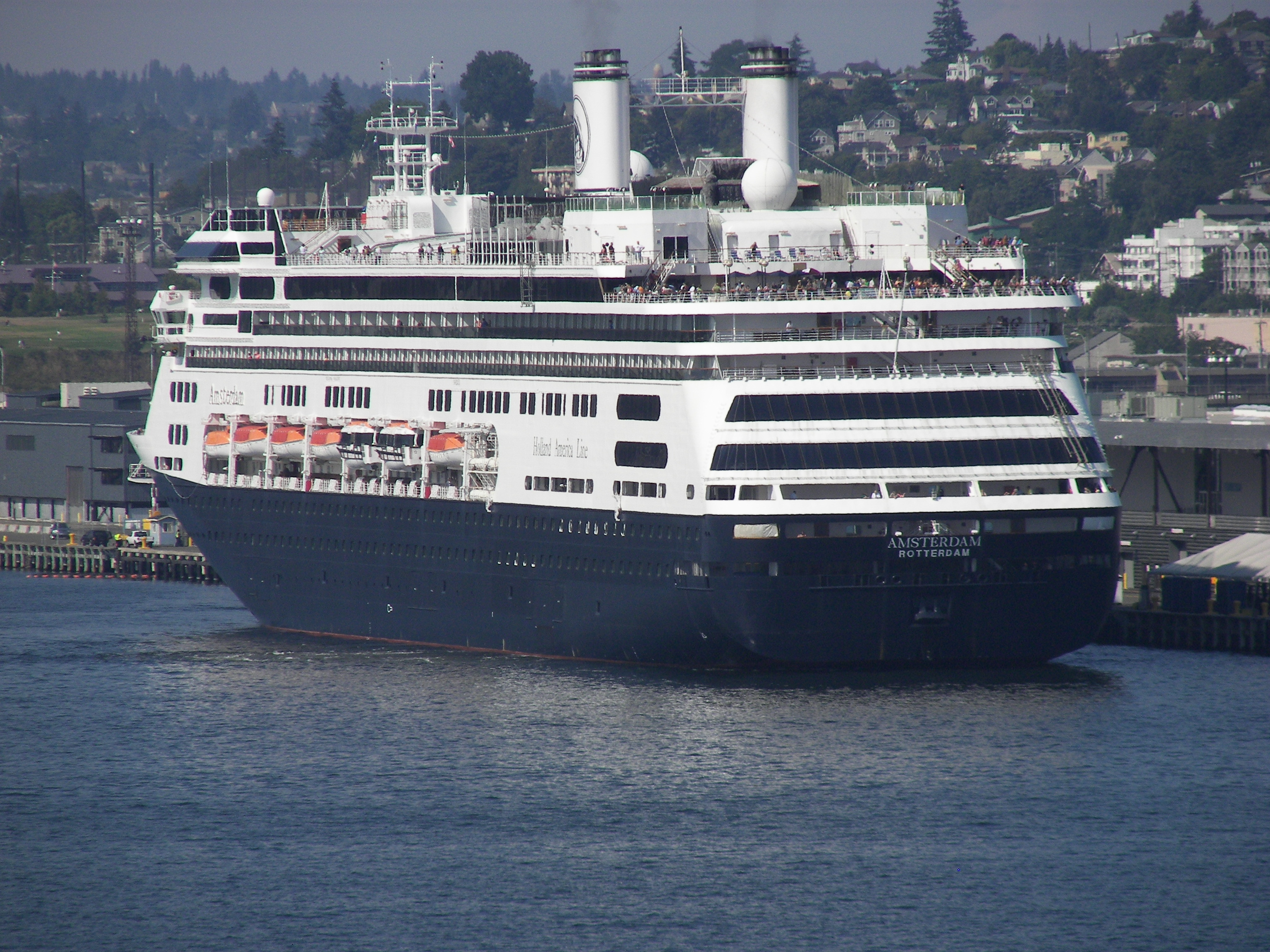
Le Ms Amsterdam à Seattle